# Лас-Росас (Чьяпас)
Лас-Росас (исп. Las Rosas) — малый город в Мексике, штат Чьяпас, входит в состав одноимённого муниципалитета и является его административным центром. Численность населения, по данным переписи 2020 года, составила 21 194 человека.

## Общие сведения
Поселение было основано в доиспанский период народом науатль под названием Пинола, что можно по-разному: как место чужаков, или как жареная измельчённая кукуруза.
3 октября 1912 года поселение было переименовано в Лас-Росас — розы, и получило статус вильи.